# Goleši
Goleši är ett samhälle i Bosnien och Hercegovina.   Det ligger i entiteten Republika Srpska, i den nordvästra delen av landet, 140 km nordväst om huvudstaden Sarajevo. Goleši ligger 387 meter över havet och antalet invånare är 384.
Terrängen runt Goleši är kuperad söderut, men norrut är den platt.Runt Goleši är det ganska tätbefolkat, med 67 invånare per kvadratkilometer.. Närmaste större samhälle är Banja Luka, 9,2 km öster om Goleši. 
Omgivningarna runt Goleši är en mosaik av jordbruksmark och naturlig växtlighet.